# Carlina curetum
Carlina curetum là một loài thực vật có hoa trong họ Cúc. Loài này được Heldr. mô tả khoa học đầu tiên năm 1875.